# Fairwood (Maryland)
Fairwood – jednostka osadnicza w Stanach Zjednoczonych, w stanie Maryland, w hrabstwie Prince George’s.